# 1901–1902-es Challenge Kupa
Az 1901–1902-es Challenge Kupa volt a sorozat ötödik kiírása. Ausztria és Csehország mellé ekkor kapcsolódott be Magyarország. Innentől kezdve a három nemzeti torna győztesei közül kettő elődöntőt játszott, amelynek továbbjutója a harmadik győztessel mérkőzött meg a döntőben. Ebben a szezonban a legtöbb számú nevező miatt a magyar győztes juthatott közvetlenül a döntőbe. A bécsi klubok vitája miatt többen visszaléptek, Ausztriából csak két csapat indult.
A kupa győztese a második címét szerző Vienna Cricket FC lett. Döntőbeli ellenfelük a BTC volt, amely első magyar klubcsapatként játszott nemzetközi kupamérkőzést.

## Mérkőzések

### Ausztria
| 1902. március 9. |

| Vienna Cricket FC | 17–1  | SC Baden |
| ----------------- | ----- | -------- |
|                   | (3–1) |          |

| Bécs |

### Csehország

#### Elődöntő
A mérkőzésről a végeredményen kívül nincsenek részletes adatok, emiatt az RSSSF szerint csupán valószínűsíthető, hogy ez volt a csehországi torna elődöntője.
|  |

| SK Slavia Praha | 4–0 | SK Union |
| --------------- | --- | -------- |
|                 |     |          |

| Prága |

#### Döntő
| 1902. március 16. |

| SK Slavia Praha | 9–1 | CAFC Vinohrady |
| --------------- | --- | -------------- |
|                 |     |                |

| Prága |

### Magyarország

#### Elődöntő
| 1902. március 16. |

| FTC | 3–1 | BSC |
| --- | --- | --- |
|     |     |     |

| Budapest |

| 1902. március 23. |

| BTC | 2–0 | 33 FC |
| --- | --- | ----- |
|     |     |       |

| Budapest |

#### Döntő
| 1902. április 27. |

| BTC | 5–1 | FTC |
| --- | --- | --- |
|     |     |     |

| Millenáris, Budapest |

### Nemzetközi szakasz

#### Elődöntő
| 1902. május 8. |

| Vienna Cricket FC | 4–3 (h. u.) | SK Slavia Praha |
| ----------------- | ----------- | --------------- |
|                   |             |                 |

| Bécs |

#### Döntő
| 1902. május 19. |

| Vienna Cricket FC | 2–1   | BTC |
| ----------------- | ----- | --- |
|                   | (1–1) |     |

| Bécs |